# Ковалі (Львівський район)
Ковалі́ — село в Україні, у Львівському районі Львівської області. Населення становить 116 осіб. Орган місцевого самоврядування - Рава-Руська міська рада.

## Історія
До 1940 року Ковалі були присілком села Дев'ятир.